# Гюльбенкян, Галуст
Галу́ст Сарки́с Гюльбенкя́н (з.-арм. Գալուստ Սարգիս Կիւլպէնկեան [Калуст Саркис Гюльбенгян], порт. Calouste Sarkis Gulbenkian); 29 марта 1869, Константинополь, Османская империя — 20 июля 1955, Лиссабон, Португалия) — британский финансист, промышленник и филантроп армянского происхождения, крупный нефтяной магнат первой половины XX века. Соучредитель множества нефтяных компаний. Основатель «Turkish Petroleum Company» (позднее — «Iraq Petroleum Company»), заложивший начало нефтедобычи на Ближнем Востоке. С 1948 года вёл переговоры об американских нефтяных концессиях в Саудовской Аравии.
На протяжении всей своей жизни Гюльбенкян участвовал во многих благотворительных мероприятиях, включая строительство школ, больниц и церквей. Основанный в 1956 году согласно его завещанию фонд продолжает поддерживать искусство, благотворительность, образование и науку по всему миру. В настоящее время это один из крупнейших фондов в Европе.
В России прежде всего известен как один из покупателей полотен из коллекции Эрмитажа. Известен также как «Нефтяной Талейран» и «Мистер 5 процентов».

## Ранние годы
Имеются сведения о дворянском происхождении семьи Гюльбенкяна. Семья являлась потомками древнего армянского дворянского рода Рштуни, жившего в районе Ванского озера в IV веке н.э. К XI веку семья переселилась в город Кайсери, взяв фамилию Бадрик (византийский дворянский титул). С переселением и завоеванием территории турками-османами, семья перебралась в соседний город Талас, где жила до середины XIX века, после чего переехала в Константинополь, а их имущество в Таласе было конфисковано и передано турецкому государству.
Родился 29 марта 1869 года в Константинополе, в квартале Ускюдар, в семье состоятельного армянского нефтяного коммерсанта Саркиса Гюльбенкяна, который являлся импортёром нефти в Османскую империю из России, а также был владельцем нескольких месторождений на Кавказе (в основном в районе Баку) и представителем компании А. И. Манташев и К°.
Начальное образование получил в армянской школе Арамян-Унчян близ Кары, затем во французском лицее Сен-Жозеф в Стамбуле. Перед молодым Гюльбенкяном, благодаря успешному бизнесу отца, открывались хорошие перспективы для получения образования. Французский язык Галуст совершенствовал в Марселе, куда переехал в возрасте 15 лет.
Изучал нефтяное дело в Кингс-колледже Лондона. В 1887 году в возрасте 18 лет окончил колледж с отличием и получил диплом инженера-нефтяника. Из Лондона направился в Баку, где изучил местную нефтяную промышленность. В 22 года в известном французском журнале Revue des Deux Mondes опубликовал исследование по истории разработки и эксплуатации нефтяных месторождений на полуострове Апшерон («La Transcaucasie et la péninsule d’Apchéron: souvenirs de voyage»), заинтересовавшее министра финансов Османской империи Акопа Казазян-пашу, который поручил молодому инженеру составить исследование о перспективах освоения нефтяных месторождений Месопотамии. В рамках написания исследования, Галуст изучил большое количество литературы о путешествиях и провёл множество бесед с рабочими и инженерами, участвовавшими в строительстве Багдадской железной дороги. После изучения исследования османским министром, было принято решение о скупке участков земли в Месопотамии для нефтедобычи и основании первой нефтяной компании Османской империи «Turkish Petroleum Company». С этого началась история разработки арабских нефтяных месторождений и история посредничества Галуста Гюльбенкяна в нефтяном бизнесе.
- Родители
- Гюльбенкян в 3 года
- Гюльбенкян в 20 лет
- Галуст с братьями

## Нефтяной бизнес
В 1892 году получил от отца 30 000 фунтов стерлингов в качестве начального капитала и переехал в Лондон, где к 1895 году занялся нефтяным бизнесом. В 1892 году женился на армянке Нвард Есаян. В 1896 году у него родился первенец — Нубар Саркис. В том же 1896 году после поднятой султаном Абдул-Хамидом II очередной волны армянской резни родители Галуста были вынуждены уехать в Египет. Находясь у них в гостях в Каире, Галуст познакомился с крупным российским нефтепромышленником и филантропом армянского происхождения А. И. Манташевым. Через Манташева Гюльбенкян познакомился с влиятельными кругами Каира. Одним из новых знакомых Гюльбенкяна был Ивлин Бэринг.
В 1897 году вместе с семьёй переехал в Лондон. В том же году начал выступать организатором своих первых нефтяных сделок. В скором времени Гюльбенкян имел в своих руках 30 % акций Турецкого национального банка, что обеспечивало ему 15-процентную долю в «Turkish Petroleum Company». В 1898 году Галуст Гюльбенкян был назначен экономическим советником османских посольств в Париже и Лондоне. Эта должность обеспечила Гюльбенкяну хорошие политические позиции как в Европе, так и на Ближнем и Среднем Востоке, особенно в Османской империи. В 1900 году у него родилась дочь Рита Сирвард. В 1902 году Гюльбенкян стал британским подданным.
Добыча нефти постепенно становилась прибыльным делом, но если европейские страны и США ещё не интересовались всерьёз нефтяными богатствами Среднего Востока, то Галуст Гюльбенкян уже осознал перспективы их широкомасштабной разработки. В 1907 году он начал переговоры с известными магнатами и крупными компаниями своего времени и принял участие в  слиянии «Royal Dutch Petroleum Company» с «Shell Transport and Trading Company Ltd». Гюльбенкян стал крупным акционером новообразованной компании Royal Dutch Shell. Его политика удержания пяти процентов акций нефтяных компаний, которые он разработал, принесла ему прозвище «Мистер 5 процентов».
Младотурецкая революция не пошатнула ни его прочного политического, ни экономического положения, подкреплённого подданством Великобритании и связями в Европе. Галуст Гюльбенкян не только остался советником турецких посольств в Лондоне и Париже, но и стал главным финансовым советником турецкого правительства. Позднее он был назначен советником учреждённого в 1910 году Национального банка Турции, созданного для поддержки британских проектов на территории Османской империи.

Изначально концессию на разработку месопотамской нефти получили американцы. Встревоженные этим обстоятельством британцы обратили свои взоры на Гюльбенкяна. Также с целью уменьшения доли Германии в нефтяном бизнесе на Востоке по совету и инициативе Гюльбенкяна, выступавшего основоположником, в 1912 году была создана Turkish Petroleum Company — консорциум крупнейших европейских нефтяных компаний и банков, целью которых было совместное приобретение прав на разведку и разработку нефтяных месторождений на османской территории Месопотамии, исключая при этом другие интересы. Немецкие интересы были ограничены 25% долей (Deutsche Bank), британские — 50% (Anglo-Persian Oil Company), Royal Dutch Shell — 25%. По условиям соглашения министерства иностранных дел от 19 марта 1914 года, Англо-персидская нефтяная компания и Royal Dutch Shell отдавали Гюльбекяну по 2,5 % общей стоимости активов как бенефициару. Это означало, что он не имел голосующего пакета акций, но мог пользоваться всеми выгодами подобного разделения активов. 
- Гюльбенкян в 1892 году
- Гюльбенкян в конце 1890-х
- С супругой, 1890 год

### Первая и Вторая мировые войны
Начавшаяся Первая мировая война изменила ситуацию в нефтяной сфере. В это самое время Гюльбенкян решил создать Comité général du pétrole, целью которого было приобретение немецкого Deutsche Bank. После Первой мировой войны германский бизнес выбыл из большой борьбы за нефть. При распаде Османской империи значительная её часть, включая Сирию и Ливан, перешла под французский мандат, а Ирак достался британцам. Последовали сложные и продолжительные переговоры о разграничении зон влияния и возможности инвестирования в Turkish Petroleum Company, которая к 1925 года получила исключительные права на разработку месопотамской нефти. Открытие в 1927 году крупнейшего на тот момент нефтяного месторождения Баба-Гургур рядом с городом Киркук послужило стимулом для подписания в июле 1928 года соглашения между Anglo-Persian Company (будущая British Petroleum), Royal Dutch Shell Group, Compagnie Française des Pétroles (будущая Total), Near East Development Corporation (будущая ExxonMobil) и Галустом Гюльбенкяном (он сохранил 5% акций компании, что сделало Гюльбенкяна одним из самых богатых людей в мире), получившего название «Красная линия» и определившего создание влиятельной нефтяной монополии на территории Ближнего Востока. Гюльбенкяну удалось договориться с французами о покупке ими доли немцев как плату последних за поражение в войне, а взамен французы стали защищать его интересы. Также Галуст придерживался своего правила: «Лучше маленький кусок большого пирога, чем большой кусок маленького». В 1929 году компания была переименована в Iraq Petroleum Company.
Позднее, в годы Второй мировой войны, американцы, в нарушение соглашений 1928 года, начали через компанию Arabian-American Oil Company тянуться к нефтяным богатствам арабского мира. Начались новые переговоры, и стороны пришли к соглашению, упразднившему «Красную линию».
Вспоминая знаменательную историю своего посредничества, вошедшего в историю, Гюльбенкян посмеивался: «Нефтяные бизнесмены подобны кошкам: по их воплям никогда нельзя понять, дерутся они или занимаются любовью».
В 1938 году Гюльбенкян учредил в Панаме компанию, управлявшую его активами в нефтяной отрасли. Компания получила название «Participations and Explorations Corporation», сокращённо — «Partex». Ныне она именуется «Partex Oil and Gas (Holdings) Corporation».
После капитуляции и покорения большей части Франции над Галустом Гульбенкяном, жившим тогда в Париже, нависла реальная опасность. Однако в апреле 1942 года Гюльбенкян при посредничестве иранского представителя при правительстве Виши получил дипломатический иммунитет и по приглашению посла Португалии выехал в Лиссабон, первоначально намереваясь отдохнуть там с неделю. Сложилось так, что Гюльбенкян провел в Португалии остаток своей жизни — 13 лет. Скончался Галуст Гюльбенкян 20 июля 1955 года на восемьдесят седьмом году жизни. Местом его упокоения стала церковь Святого Саркиса в Лондоне.
- В Египте, 1928 год
- Британский паспорт

## Коллекционер
Вы, вероятно, помните, что я всегда рекомендовал Вам и продолжаю советовать Вашим представителям не продавать Ваши музейные ценности, ну а если Вы все же собираетесь продавать их, то отдать мне предпочтение при равенстве цены, и просил держать меня в курсе того, что Вы намереваетесь продать. В публике уже много говорят об этих продажах, которые, по моему мнению, наносят огромный ущерб Вашему престижу... Возможно, что в некоторых случаях в Америке Вам и удастся добиться более высоких цен, нежели предлагаемые мною. Однако невыгодность сделок, совершенных таким образом, настолько значительна с точки зрения престижа, пропаганды и огласки, что мне приходится лишь удивляться, что Вы все же идете на них. Торгуйте чем хотите, но только не тем, что находится в музейных экспозициях. Продажа того, что составляет национальное достояние, дает основание для серьезнейшего диагноза.
В отличие от других известных коллекционеров, начавших собирание предметов искусства уже в более или менее зрелом возрасте, страсть эта поразила Галуста ещё в детстве. За 50 пиастров, полученных от отца за успехи в учёбе, 14-летний подросток купил на стамбульском базаре старинные монеты, впоследствии ставшие основой его богатейшей коллекции греческих монет, считающейся лучшей в мире. Гюльбенкян обладал уникальным и своеобразным эстетическим вкусом и умением видеть красоту, которые со временем переросли в настоящую страсть. К этому, безусловно, прибавилось отличное знание искусства, позволившее Гюльбенкяну стать известнейшим коллекционером мирового масштаба. «Художественное полотно должно быть приятным, занимательным и привлекающим внимание. Да-да, приятным. И без того в жизни достаточно скучных вещей. Мы не должны увеличивать их число», — сказал он однажды. Сфера интересов Гюльбенкяна в искусстве была широка. Наряду с художественными полотнами коллекционер с тем же воодушевлением приобретал раритетные издания, керамику и многое другое, причем при выборе руководствовался девизом «меня может удовлетворить только лучшее». В начале 1920-х годов он приобрел в Париже дом на авеню Йены 51, выстроенный в модном по тем временам стиле и оснащенный самыми современными системами, обеспечившими комфортные условия для размещенных в его стенах произведений искусства. С 1927 года вплоть до начала войны он служил ему домом, мастерской и своеобразным музеем без посетителей, так как владелец коллекции ревностно охранял её и не допускал посторонних к своим «детям». Интересен тот факт, что в том же здании располагалась иранская дипмиссия, в которой Гюльбенкян служил советником по экономике. В годы Второй мировой войны, когда встал вопрос конфискации здания, зять Гюльбенкяна Геворк Есаян, благодаря своему дипломатическому таланту, смог отстоять здание и не допустить его передачи высокопоставленному немецкому военному.
В 1929—1934 годах советское правительство во главе со Сталиным предприняло акт распродажи полотен эрмитажной коллекции. Продажу полотен первого ряда предполагалась провести тайно, но информация распространилась между избранными западными торговцами. Первым покупателем шедевров Эрмитажа стал Гюльбенкян, торговавший тогда нефтью с Советской Россией. Г. Л. Пятаков, налаживавший с ним торговые контакты, с целью установления контакта за несколько лет до этого предложил коллекционеру приобрести некоторые картины. Гюльбенкян с радостью откликнулся и направил свой список, куда входили и «Юдифь» Джорджоне, «Блудный сын» Рембрандта и «Персей и Андромеда» Рубенса, но сделка не состоялась, и картины остались в Эрмитаже. Наконец в 1930 году было принято решение продолжить продажу шедевров первого ряда, поскольку они гарантированно найдут покупателя и будут проданы за достойную цену, что было необходимо, чтобы выполнить план по выручке валюты. Комиссары вспомнили об интересе Гюльбенкяна. Тогдашним наркомом внешней торговли Анастасом Микояном, хорошо знакомым с Гюльбенкяном, ему был продан ряд картин, большинство из которых сейчас находятся в постоянной экспозиции основанного его фондом музее Галуста Гюльбенкяна в Лиссабоне. Продавцы остались недовольны результатами сделки с нефтепромышленником и стали искать новых покупателей. Сам Гюльбенкян не был удовлетворен действиями советских агентов, которых считал глупыми и непрофессиональными, о чём свидетельствует его письмо-меморандум. Всего за три сделки им был куплен 51 эрмитажный экспонат всего за 278 900 фунтов.
Вскоре, по мере пополнения коллекции, и этого помещения стало недостаточно, и часть картин переехала в Лондон. В 1931 году образцы египетского искусства были переданы Британскому музею, а лучшие полотна переехали в Национальную Галерею Лондона. В 1950 году часть полотен коллекции была перевезена в Америку, где и хранилась вплоть до 1960 года, когда местом их пристанища стал Лиссабон. Некоторые полотна, скульптуры, керамические изделия и образцы мебели коллекционер при жизни подарил Национальному музею искусств в Лиссабоне. Остальная часть коллекции была временно размещена во дворце маркиза Помбалa в городе Оэйраш. Музей Галуста Гюльбенкяна, собравший богатейшую коллекцию предметов искусства, открыл свои двери 2 октября 1969 года в Лиссабоне лишь спустя 11 лет после смерти коллекционера. В музее хранятся около 6000 произведений искусства.

## Меценат
В 1922 году Гюльбенкян в память о своих родителях возвел в Лондоне армянскую церковь Сурб Минас, кроме того, выделил 400 000 долларов на восстановление Эчмиадзинского монастыря, содействовал строительству районов Нубарашен и Новая Кесария на окраинах Еревана. Однако после отставки с поста председателя ВАБС Галуст Гюльбенкян так и не смог поставить на службу родному народу большую часть своих возможностей и состояния.
В 1929 году Гюльбенкян построил знаменитую Библиотеку армянской патриархии в Иерусалиме и определил постоянную ренту Патриархии, которая, согласно завещанию Гюльбенкяна, выплачивалась и после его смерти. Построенная в стамбульском квартале Едикуле ещё на пожертвования его родителей армянская больница Сурб Пркич (Святого Спасителя) также получала от него щедрое вспомоществование.
С 1930 по 1932 годы Галуст Гюльбенкян занимал пост председателя Армянского всеобщего благотворительного союза. С его помощью и на его пожертвования строились и открывались армянские школы и больницы в населенных армянами районах Турции, Ливана, Сирии, Ирака, Иордании, были построены армянские церкви на Среднем Востоке, в Ираке и Ливане, где сложились мощные армянские общины. Построенные им церкви находятся в Триполи, Багдаде, Киркуке.
После смерти Гюльбенкяна и в исполнение его завещания был создан благотворительный фонд, унаследовавший не только нефтяную долю Гюльбенкяна, но и собранную им богатейшую коллекцию произведений искусства. Фонд собрал и сохранил большую часть его коллекций. В наше время музей имени Гюльбенкяна в Лиссабоне по праву считается одним из лучших в своем роде. В музее располагается Публичная библиотека фонда, насчитывающая 125 тысяч названий. В португальском городе Оэйраш находится Академия наук Гюльбенкян, в которой ведутся широкие исследования в области микробиологии, биотехнологии и генетики.
В Париже, в бывшем доме Гюльбенкяна на проспекте Левана ныне располагается Гюльбенкяновский культурный центр. Начиная с 1969 года здесь проводятся всевозможные публичные чтения и курсы, ведутся исследовательские работы, организуются научные конференции, проводятся концерты, фестивали и выставки. Есть здесь и доступная всем желающим публичная библиотека.
Главной целью фонда «Галуст Гюльбенкян» декларируется поддержка деятельности по всему миру в области науки, искусства, социального обеспечения, культурных связей, здравоохранения и образования. Сегодня помощью фонда пользуются свыше 70 стран мира. В составе фонда действует Армянское отделение, ежегодный бюджет которого составляет около 3 млн 600 тыс. долларов США. Средства распределяются между научными, культурными, образовательными, медицинскими и другими учреждениями Диаспоры и Армении. Особое внимание уделяется поддержке и сохранению армянских учреждений в Сирии, Ливане и Турции. Выделяются средства также армянским общинам Франции, Греции, Италии и Южной Америки. Значительные суммы были ассигнованы на нужды Матенадарана и ЕрГУ. В 1988—1989 годах, помимо средств Армянского отделения, фонд выделил для помощи пострадавшим от землетрясения в Армении ещё свыше миллиона долларов «То, как на протяжении своей жизни Гюльбенкян использовал своё состояние, и то, как он им распорядился в завещании, демонстрирует его понимание социальной функции богатства и соответствующим ей обязательствам», — напишут в Португалии[кто?] спустя 20 лет после смерти Галуста Гюльбенкяна.
- Армянская библиотека, Иерусалим
- Планетарий в Лиссабоне
- Музей Гюльбенкяна, Лиссабон
- Внутри музея
- Парк Гюльбенкяна

## Память
- Бюст Галуста Гюльбенкяна[арм.] в Ереване
- Памятник на Кольцевом бульваре в Ереване
- Средняя школа №190[арм.] имения Галуста Гюльбенкяна, район Малатия-Себастия, Ереван
- Памятник рядом с музеем
- Бюст Гюльбенкяна в Браге
- 150 лет со дня рождения Галуста Гюльбенкяна, Почта Армении, 2019